# クリス・リグ
クリストファー・ジョン・リグ（英語: Christopher John Rigg、2007年6月18日 - ）は、イングランドのサッカー選手。ポジションはMF。

## クラブ歴
ヘブバーン生まれで、小学校の頃からサンダーランドAFCの下部組織に所属した。2023年1月1日、サンダーランドのトップチームに怪我人が続出した影響で、EFLチャンピオンシップのベンチ入りを果たした。同月7日の試合でエドゥアール・ミシュとの交代で選手初出場を記録した。当時15歳6か月20日で、クラブ史上ではデレク・フォースターの記録に17日遅れる形で過去二番目の若さでのデビューであった。その後学校に通う傍らでトップチームに昇格した。同月のFAカップではパトリック・ロバーツに代わって86分に1-1の状況で投入され、アブドゥラ・バのカットを受けてゴールを決めたが、バがオフサイドであったために取り消しとなった。彼の初得点は8月8日のEFLカップで、16歳1か月21日での得点記録はジミー・ハミルトンの記録を抜いてクラブ史上最年少どころか、EFLカップ史上最年少記録となった。9月2日にはリーグ戦でも初得点を記録した。

## 代表歴
年代別代表ではU-16からの出場経歴がある。U-17代表では2023 FIFA U-17ワールドカップに参加した。